# Церква Різдва Пресвятої Богородиці (Глибочок)
Церква Різдва Пресвятої Богородиці в Глибочку — парафія і храм греко-католицької громади Борщівського благочиння Бучацької єпархії Української греко-католицької церкви в селі Глибочок Чортківського району Тернопільської области.

## Історія церкви
Греко-католицька громада збудувала церкву в 1894—1896 роках. До 1946 року вона належала до УГКЦ, а з 1946 по 1963 рік — до РПЦ.
З 1963 по 1970 рік церкву закрила державна влада. Потім, з 1970 по 1990 рік, вона знову функціонувала під юрисдикцією РПЦ.
У 1990 році громада розділилася на греко-католицьку та православну, і православні віряни зайняли храм. Нині він належить до ПЦУ.
У 1993 році греко-католицька громада налічувала понад 240 вірних. Богослужіння спочатку проводили в приватному будинку Степана Доскочинського, а потім — у приміщенні дитячого садка, яке облаштували під богослужбову каплицю. Цікаво, що до Другої світової війни в цьому ж приміщенні мешкали сестри-монахині та діяла каплиця.

## Парохи
- о. Омелян Глібовицький (1903—1905+)[1][2],
- о. Іван Сабала,
- о. Михайло Марущак (1993—2001),
- о. Дмитро Шувар (2001—2003),
- о. Антон Федоляк (2003—2006),
- о. Володимир Капуста (2006—2009),
- о. Василь Пасовистий (адміністратор парафії з 2009 року і донині).